# Oliver Vedersø Sølvhøj
Oliver Vedersø Sølvhøj (født 20. april 2002) er en cykelrytter fra Danmark, der kører mountainbike for Scott Creuse Oxygène Guéret.
Ved europamesterskaberne i MTB 2020 vandt han guld i juniorernes løb.